# Biserica „Sf. Arhangheli” din Ruda
Biserica „Sf. Arhangheli” din Ruda este un monument istoric aflat pe teritoriul satului Ruda; comuna Ghelari.